# سنگوکو هیسانائو
سنگوکو هیسانائو، (به ژاپنی: 仙石久尚); ۲۶ فوریهٔ ۱۶۵۲ – ۹ سپتامبر ۱۷۳۵ یک سامورایی، هاتاموتو، اومه‌تسوکه (大目付 Ōmetsuke) ja:大目付 در شوگون‌سالاری توکوگاوا، در نیمه دوره ادو اهل ژاپن بود. شهرت وی بیشتر به علت شرکت در حادثه چهل و هفت رونین است. در روز پانزدهم از ماه دوازدهم سال ۱۷۰۲ پس از کشته شدن کیرا یوشیناکا توسط رونین‌ها آنها از عمارت اربابی کیرا خارج شدند. دو نفر از آنها به نام‌های یوشیدا کانه‌سوکه و تومینوموری ماسایوری از آنها جدا شدند و از طرف گروه موضوع را به اطلاع سنگوکو هیسانائو رسانده و خود را در عمارت وی تسلیم کردند.